# 山城町上名
山城町上名（やましろちょうかみみょう）は、徳島県三好市の町名。郵便番号は779-5452。

## 地理
三好市の西部に位置。北は山城町西宇・山城町粟山、西は高知県大豊町、南は山城町下名、東は吉野川を挟んで西祖谷山村徳善西・西祖谷山村徳善とそれぞれ接する。東境は吉野川が北流し、並行して国道32号が通っている。

### 山岳
- 野鹿池山

### 河川
- 吉野川

## 歴史
- 2006年（平成18年）3月1日 - 三好郡山城町が三野町・池田町・井川町・東祖谷山村・西祖谷山村と合併して三好市が発足し、現在の町名となる。

## 世帯数と人口
2021年（令和3年）12月31日現在の世帯数と人口は以下の通りである。
| 町丁       | 世帯数  | 人口  |
| ---------- | ------- | ----- |
| 山城町上名 | 166世帯 | 294人 |

## 小・中学校の学区
市立小・中学校に通う場合、学区は以下の通りとなる。
| 番地 | 小学校             | 中学校             |
| ---- | ------------------ | ------------------ |
| 全域 | 三好市立山城小学校 | 三好市立山城中学校 |

## 施設

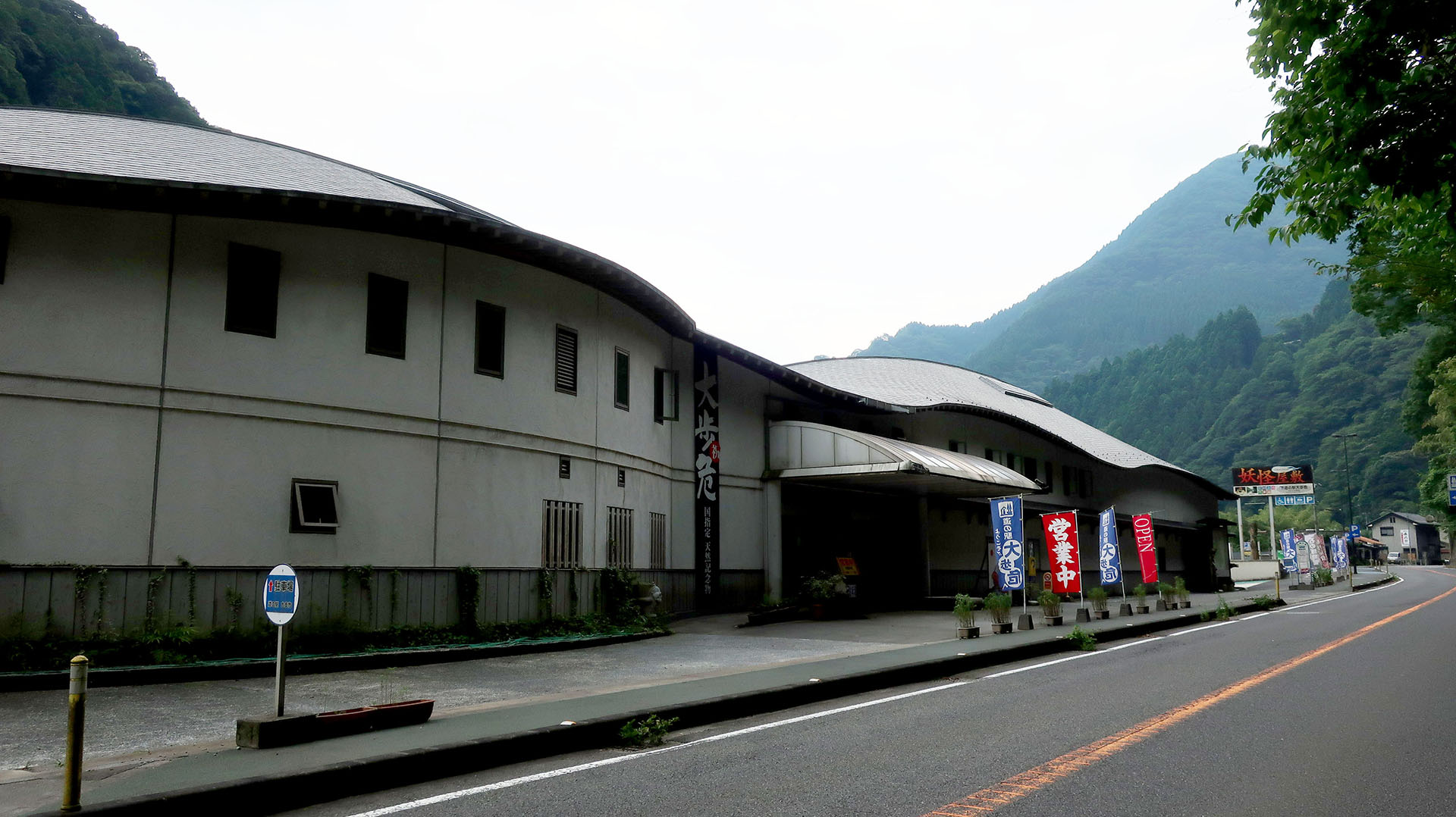
道の駅大歩危

- 道の駅大歩危
- 大歩危峡
- 藤の里公園
- アザミ峠
- 白山神社
- 平賀神社
- 野鹿池神社

### かつて存在した施設
- 三好市立上名小学校 - 2012年休校。

## 交通

### 鉄道
- 最寄駅はJR土讃線の大歩危駅。

### 道路
国道
- 国道32号

都道府県道
- 徳島県道45号西祖谷山山城線
- 徳島県道163号大歩危停車場線
- 徳島県道272号上名西宇線（妖怪街道）

### 橋梁
- 大歩危橋 - 徳島県道45号西祖谷山山城線（徳島県道163号大歩危停車場線重複）。